# Polystachya monophylla
Polystachya monophylla är en orkidéart som beskrevs av Rudolf Schlechter. Polystachya monophylla ingår i släktet Polystachya och familjen orkidéer. Inga underarter finns listade i Catalogue of Life.